# Silver moon (Michael Nesmith)
Silver moon was de derde single van Michael Nesmith en zijn begeleidingsband The First National Band. De Monkee haalde het van zijn studioalbum Loose salute uit 1970. Het nummer zou daarop eigenlijk niet voorkomen, maar werd vlak voor de persing toegevoegd. Het kwam in de plaats van een instrumentale track vernoemd naar de begeleidingsband.
De opnamen werden gemaakt door:
- Michael Nesmith – zang, slaggitaar
- John London – basgitaar
- John Ware – slagwerk
- O.J. "Red" Rhodes – pedal-steelgitaar
- Glen D. Hardin – piano

## Hitnotering
Het plaatje haalde “slechts” de 42e plaats in de Billboard Hot 100, maar was tevens het laatste plaatje van Nesmith dat zo hoog zou eindigen. In het Verenigd Koninkrijk haalde het plaatje geen notering, wel in de Nederlandse Top 40. In Canada kwam het tot plaats 13.
| Positie: | 33 | 21 | 11 | 10 | 9 | 8 | 7 | 10 | 18 | 37 | uit |

### NPO Radio 2 Top 2000
Silver moon stond alleen in 1999 in de NPO Radio 2 Top 2000, op plek 1955.